# Villardompardo
Villardompardo là một đô thị trong tỉnh Jaén, Tây Ban Nha. Theo điều tra dân số 2005 (INE), đô thị này có dân số là 1172 người.
37°50′B 3°60′T / 37,833°B 4°T Tọa độ: kinh phút >= 60
{{#coordinates:}}: vĩ độ không hợp lệ